# گبی هانا
گبی هانا (به انگلیسی: Gabbie Hanna) با نام تولد گابریل هانا (به انگلیسی: Gabrielle Hanna) (زاده ۷ فوریهٔ ۱۹۹۱) سلبریتی اینترنتی، خواننده، ترانه‌سرا و یوتیوبر آمریکایی است.